# Ungvári-Zrínyi Imre
Ungvári-Zrínyi Imre (névváltozat: Ungvári Z. Imre. Marosvásárhely, 1960. szeptember 15.) erdélyi magyar filozófiai szakíró.

## Életútja
Középiskoláit Marosvásárhelyen, a Papiu Ilarian Líceumban végezte (1979); a BBTE-n 1985-ben filozófia–történelem szakon szerzett egyetemi diplomát, ugyanott doktorált értékfilozófiából 1999-ben.
Előbb az érkeserűi (1985–88) és a Dózsa György községi Általános Iskolában (1988–89) tanított történelmet és társadalomtudományt, majd a marosvásárhelyi Bolyai Farkas Líceumban filozófiát és logikát (1989–96). 1996 óta a BBTE Szisztematikus Filozófia Tanszékén adjunktusként, 2007 óta docensként etikát ad elő.
A MADISZ Maros megyei elnöke (1990–95), az RMDSZ Szövetségi Képviselőtanácsának tagja, a Tanügyi Szakbizottság elnöke (1992–94), a Szövetség Etikai és Fegyelmi Bizottságának elnöke (1999–2004), az Iskola Alapítvány kuratóriumának tagja (2002-től), a Magyar Filozófiai Társaság tagja (1999-től), az MTA köztestületének tagja (2002-től), a Janovics Jenő Alapítvány kuratóriumának tagja (2004-től).
Első tanulmányát (Egy új etika lehetséges premisszái) a Korunk közölte (1984/1), ezt követően a Kellékben (Vita az etikáról. 2001/18–19–20), továbbá gyűjteményes kötetekben: Dialogic Ethics for Business, Society and Economy, vol. 25/2003; Laczkó András – Laczkó Sándor (szerk.): Lábjegyzetek Platónhoz. 2–3. A bűn (Szeged, 2004); Az autenticitás interdiszciplináris formája. In: Lábjegyzetek Platónhoz. 4. A barátság (Szeged, 2005); Az interkulturális kommunikáció etikájáról. In: Veress Károly – Gál László (szerk.): A határok átjárhatóságáról (Kolozsvár, 2006) is jelentek meg tanulmányai.
Szerkesztésében megjelent kötetek: 
- Böhm Károly: Mi a filozófia? (Kolozsvár, 1996);
- Béres András: Categoriile înstrăinării la Hegel (Marosvásárhely, 1999);
- Salat Levente: Etnopolitika a konfliktustól a méltányosságig (Marosvásárhely, 2001);
- Veress Károly: Az értelem értelméről (Marosvásárhely, 2003);
- Veress Károly: A megértés csodájáról (Marosvásárhely, 2006).

## Kötetei
- Változó értelemben. Közelítések a filozófiához (esszék, Kolozsvár, 1998. Ariadné Könyvek)
- Értékelméleti szöveggyűjtemény; szerk. Ungvári-Zrínyi Imre; Universitatea "Babeş-Bolyai", Cluj-Napoca, 1999
- Öntételezés és értéktudat. Böhm Károly filozófiája (monográfia, Kolozsvár–Szeged, 2002. A magyar nyelvű filozófiai irodalom forrásai)
- Dialogical ethics for business; Business Ethics Center, Bp., 2002 (Business ethics papers)
- Pluralitás és kommunikáció. A Babeş-Bolyai Tudományegyetem Filozófia Tanszékcsoportja magyar tagozatán tartott tanévnyitó konferencia előadásai, 2002. október 26.; szerk. Ungvári Zrínyi Imre; Pro Philosophia, Kolozsvár, 2004 (Műhely)
- Dialógus. Interpretáció. Interakció. Közelítések a kultúra kommunikatív értelmezéséhez (tanulmányok, Marosvásárhely, 2005)
- Bevezetés az etikába (egyetemi tankönyv, Bukarest, 2006)
- Alkalmazott etikai alapfogalmak. Bioetika. Gazdaságetika. Közszolgálati etika. Médiaetika (egyetemi tankönyv, Kolozsvár, 2007)
- Morálfilozófia; Egyetemi Műhely–Bolyai Társaság, Kolozsvár, 2008
- többekkelː A társadalmi változások kommunikációs univerzuma Mentor, Marosvásárhely, 2009
- Válságtapasztalatok és etikai távlatok. A Kolozsvári Alkalmazott Etikai Konferencia előadásai 1. 2011. május 20.; szerk. Ungvári Zrínyi Imre, Veress Károly; Presa Universitatea Clujeana, Cluj-Napoca, 2011
- Életünk formaelvei. Erkölcs a gondolkodásban és a mindennapokban; Egyetemi Műhely–Bolyai Társaság, Kolozsvár, 2014 (Tanulmányok. Bolyai Társaság)
- Életterünk a kommunikáció. A társadalmi kommunikáció és a média etikai problémái. 2. Kolozsvári Alkalmazott Etikai Konferencia előadásai, 2012. május 19.; szerk. Ungvári Zrínyi Imre; Egyetemi Műhely–Bolyai Társaság, Kolozsvár, 2014 (Egyetemi füzetek)
- Megértés, értelmezés, kultúra. Válogatott tanulmányok Veress Károly köszöntésére; szerk. Ungvári Zrínyi Imre; Kolozsvári Egyetemi, Cluj-Napoca, 2014
- Az élet gondnokai és az ember szabadsága. Élettisztelet, életértékek, életpolitikák. 3. Kolozsvári Alkalmazott Etikai Konferencia előadásai, 2013. június 8.; szerk. Ungvári Zrínyi Imre; Egyetemi Műhely–Bolyai Társaság, Kolozsvár, 2015 (Egyetemi füzetek. Bolyai Társaság)
- Az értelem anyanyelvén. Magyar filozófusok a 20. és 21. században; szerk. Rigán Lóránd, Ungvári Zrínyi Imre; Komp-Press–Korunk, Kolozsvár, 2016
- Identitás, konfliktus és politikai közösség; szerk. Ungvári Zrínyi Imre; Pro Philosophia–Egyetemi Műhely, Kolozsvár, 2016 (Műhely)